# Grande synagogue de Głębokie (1870-1941)

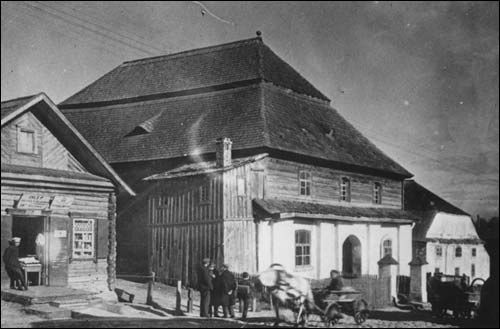
Grande synagogue de Głębokie vers 1920

La Grande synagogue de Głębokie ou Grande synagogue de Hlybokaïe (en biélorusse : Сінагога ў Глыбокім) était une synagogue reconstruite au XIXe siècle située rue Sovietka (anciennement rue Dokszycka et pendant la période de l'entre-deux-guerres rue Warszawska) à Hlybokaïe, (anciennement Głębokie) dans le voblast de Vitebsk en Biélorussie. Elle a été détruite pendant la Seconde Guerre mondiale.
La ville de Głębokie, russe depuis la deuxième partition de la Pologne, devient polonaise entre les deux guerres, et est finalement rattachée à la Biélorussie après la Seconde Guerre mondiale sous le nom de Hlybokaïe.

## Histoire de la synagogue

### Les premières synagogues
En 1742, les Juifs de la ville de Głębokie, propriété de la famille Radziwiłł, demandent aux autorités catholiques l’autorisation de reconstruire une synagogue pour remplacer celle qui a été détruite par le feu. L’évêque de Vilnius Michał Ziankovich autorise la communauté juive locale à construire une nouvelle synagogue sur le site de l’ancienne détruite par le feu sous certaines conditions.
En 1935, l’historien Otton Hedemann (1887-1937) écrit au sujet de l’accord donné par l’évêque de Vilnius : 
« Michał Zienkowicz, évêque apostolique de Vilnius par la grâce de Dieu, écrit que: « après la destruction de la synagogue par le feu, nous nous sommes pliés à la demande des Juifs, surtout des plus riches et avons daigné leur donner notre autorisation de construire et d'ériger une nouvelle synagogue. Par cette lettre, nous permettons aux Juifs de Głębokie d'ériger une maison de prière ou une synagogue dans laquelle ils tiendront leurs prières, dans un endroit spécial, en principe éloigné de l'église, là où se trouvait l'ancienne synagogue. Celle-ci ne doit pas ressembler à une église, c'est-à-dire qu’elle n'aura pas de tours, ne sera pas haute et aura un toit bas, afin qu'elle ne ressemble en aucune façon à une église. De plus, nous permettons que les morts soient enterrés à l'endroit habituel, en dehors de la ville, pas après le coucher du soleil et sans offenser les chrétiens, ... ce que nous avons signé de notre autorité ». 
Quarante ans plus tard, en 1782, l'inventaire de l'église paroissiale constate que les Juifs « possèdent une synagogue avec le consentement de Mgr M. Zienkowicz depuis le 5 juin 1742 ». »
.
Cette synagogue du XVIIIe siècle construite conformément à cette autorisation est au cours des siècles suivants reconstruite et restaurée à plusieurs reprises.

### La synagogue de l'entre-deux-guerres

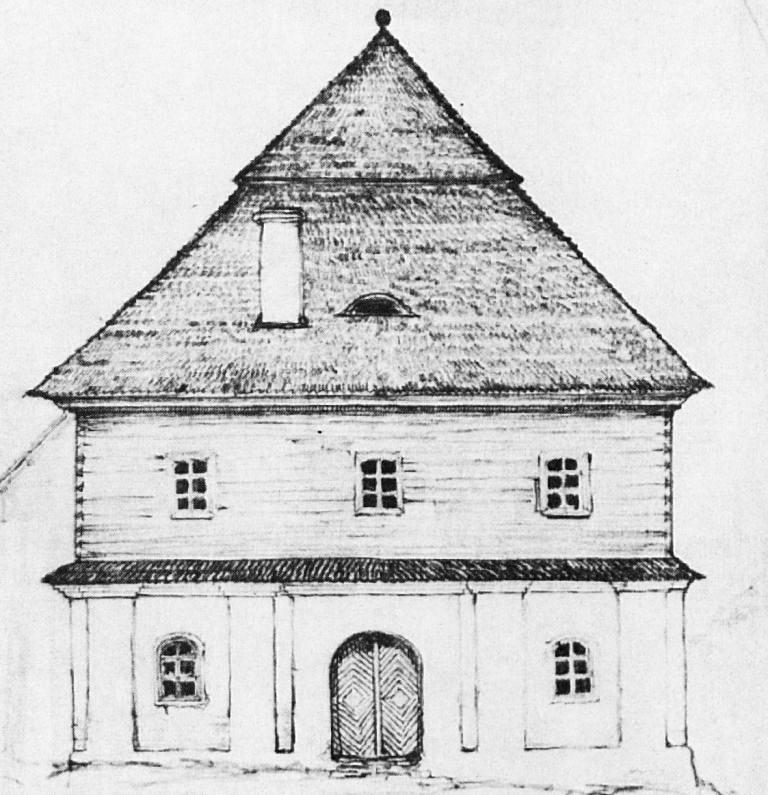
Dessin de la façade avant de la synagogue (1900)

Moses Chawes indique dans la revue " Ziemia Dziśnieńska" que le bâtiment de l'entre-deux-guerres a été reconstruit après 1860. Au début, les travaux avancent très lentement, si bien qu'en deux ans, seules les fondations sont réalisées. En 1862, un prêtre local nommé Panracy aide à la construction en donnant des matériaux de construction provenant de l'ancien monastère des Carmélites. Malgré cela, la synagogue reste longtemps dépourvue de toit et de plancher, ce qui provoque la pousse d'herbes hautes à l'intérieur pendant l'été. Les travaux ne sont achevés qu'en 1870, lorsque, grâce aux efforts de Josiel Zilberman, originaire de Vidzy, l'intérieur est recouvert d'un toit puis peint.
Pour Otto Hedeman, qui visite le bâtiment en 1935, des éléments du bâtiment précédent ont apparemment aussi été incorporés, ce qui a eu un impact sur l'architecture.
La synagogue est détruite par les Allemands pendant la Seconde Guerre mondiale, après 1941,.

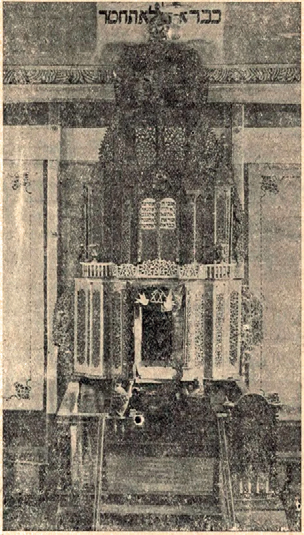
L'Arche Sainte vers 1931

## Architecture
La synagogue est située en alignement sur les autres maisons de la rue, dans une légère pente. L'impression principale de la structure est donnée par son toit en croupe, haut et raide en deux parties, typique de l'architecture polonaise à cette période. La synagogue est un bâtiment partiellement en bois de plan rectangulaire à deux niveaux: La partie inférieure du bâtiment est en maçonnerie, alors que le niveau supérieur est réalisé en bois. Le bâtiment est construit dans le style vernaculaire caractéristique des XVIIIe et XIXe siècles, avec de larges pilastres d'angle, des fenêtres dans des niches profondes, une haute porte à arc en plein cintre. L'avant-toit sur la rue fait office de large auvent, et délimite les parties en brique et en bois du bâtiment. Le niveau en bois de la synagogue représentant environ un tiers de toute la hauteur des murs, est constitué de poutres assemblées à angle droit sans saillie extérieure. Sur la rue et les deux côtés latéraux, la partie supérieure en bois est percée de trois petites fenêtres.
Le contraste entre le niveau inférieur blanchi à la chaux et le bois foncé de la partie supérieure donne un aspect particulier à l'édifice, et les avant-toits des murs ainsi que les pilastres, introduisent une rythmicité distincte. Devant l'entrée principale, se trouve une clôture en bois faite de planches et un portail entre des linteaux en briques blanchis à la chaux. Sur la photographie ci-jointe, datant des années 1920, on aperçoit également à gauche, une petite extension attenante en planches, recouverte d'un toit à une seule pente, chauffée par un poêle, comme en témoigne la cheminée en brique.
À l'intérieur se trouve une bimah monumentale en bois, avec des colonnes de 10 m de haut, couverte de décorations sculpturales et d'inscriptions dorées en hébreu. Il s'agit de l'œuvre d'un artiste autodidacte, venu à Głębokie en 1875.